# Enel X
Enel X Global Retail è la business line globale del Gruppo Enel che opera nell’ambito della fornitura energetica, dei servizi di energy management e della mobilità elettrica, pubblica e privata, con un portfolio di prodotti e servizi a valore aggiunto per incentivare un utilizzo più autonomo e sostenibile dell'energia .
La sede principale è a Roma.

## Storia
Fondata il 5 giugno del 2017, inizialmente con il nome e-Solutions, Enel X ha ricevuto il patrimonio di esperienza e progetti del Gruppo Enel negli ambiti più innovativi del settore elettrico per svilupparlo ed evolverlo attraverso la realizzazione di prodotti e servizi ad alto coefficiente digitale in ambito Business-to-Business, Business-to-Consumere e Business-to-Government. 
Grazie all’acquisizione di aziende specializzate in settori strategici per la digitalizzazione dei servizi energetici e attraverso partnership con aziende appartenenti ad altre industry quale l’automotive, la domotica, l’ITC o il real estate, ha progressivamente ampliato i suoi servizi. 
Opera inoltre sul fronte della mobilità elettrica, portando alla copertura progressiva di punti di ricarica su tutto il territorio italiano grazie al piano nazionale per l’installazione delle infrastrutture di ricarica dei veicoli elettrici, annunciato per la prima volta il 9 novembre 2017 durante l’evento e-Mobility Revolution a Vallelunga. Del luglio 2018 è l’acquisizione del 21% di Ufinet International, piattaforma in America Latina che opera nel comparto della banda ultralarga. Sempre nello stesso periodo, la controllata di Enel acquisisce l’Energy Service Company Yousave, espandendo la sua attività nel campo dell’efficientamento energetico, in particolare per quel che riguarda la digitalizzazione dell’energia. Nell’ottobre del 2018 Enel X annuncia il rebranding della controllata EnerNOC, Inc., integrando tutte le soluzioni energetiche avanzate di Enel nel Nord America sotto un unico marchio. Questa è una delle importanti acquisizioni su suolo USA come anche quella di Demand Energy (DEN) ed eMotorWerks. Una piattaforma di servizi per l’efficienza energetica per i clienti business è alla base poi dell’accordo tra Enel X e Infracapital, stipulato il 20 dicembre del 2018. Nel settembre 2018 con l’evento e-Mobility Revolution 2.0 all’Autodromo di Vallelunga viene annunciata la nuova gamma di prodotti “Juice” e l’avanzamento del piano infrastrutturale di installazione delle colonnine sul territorio italiano. Nel gennaio del 2019 Enel X si assicura circa il 70% del segmento relativo al demand response e diventa leader per il periodo 2021 - 2023 in Polonia. Sempre nell’ottica del potenziamento delle attività legate alla mobilità elettrica (e-Mobility) Enel X e FCA siglano un accordo nel giugno del 2019 per promuovere l’adozione dei veicoli elettrici. L’attenzione per il settore è confermata, ad esempio, anche dall’alleanza stipulata con Hyundai nell’ottobre del 2019, che inserisce nella sua offerta la possibilità di ricaricare l’auto presso le infrastrutture di ricarica pubbliche di Enel X, e con molte altre case automotive come Audi, PSA e Smart. 
L’anno 2019 vede anche la nascita di “Vivi Meglio, finalizzato ad agevolare la diffusione dell’efficienza energetica e dell’ammodernamento tecnologico, oltre che a rafforzare gli standard di sicurezza dell’edilizia. Sempre nel 2019 viene presentato a Milano presso l'IBM Center, Homix, che integra Alexa ed evolve il concetto di termostato intelligente trasformando il dispositivo in uno strumento digitale in grado di imparare dalle abitudini domestiche per aiutare a gestire consumi, sicurezza e illuminazione di un’abitazione.
Del gennaio 2020 è la presentazione di JuiceAbility, il primo dispositivo per ricaricare le sedie a ruote elettriche usando l’infrastruttura di ricarica delle auto, insieme a JuiceBox, JuicePump e JuiceLamp mini. I dispositivi sono stati mostrati anche al Consumer Electronics Show - CES a Las Vegas, a gennaio 2020. 
A fine ottobre 2020 viene inoltre lanciata Enel X Pay, con l’obiettivo di ampliare l’ecosistema di soluzioni offerte a clienti ai servizi di pagamento fisici e digitali, con l’acquisizione di Paytipper S.p.A. e Cityposte Payment. 
Nel 2022 i servizi per la mobilità elettrica confluiscono all’interno di Enel X Way, la nuova business line globale del Gruppo Enel interamente dedicata alla mobilità sostenibile, con l’obiettivo di accelerare lo sviluppo dell'infrastruttura di ricarica per i veicoli elettrici. Nello stesso anno le attività di vendita della commodity luce e gas del Gruppo Enel passano all’interno del perimetro organizzativo di Enel X, attraverso la creazione della business line globale Enel X Global Retail, con il fine di promuovere un’offerta integrata di soluzioni progettate sui bisogni di persone, istituzioni e aziende, abilitandole a compiere scelte energetiche più efficienti e consapevoli. L’11 ottobre 2024 l’azienda ha cessato le proprie attività nel settore della mobilità elettrica negli Stati Uniti e in Canada, gestite dalla controllata Enel X Way USA. Per gestire la chiusura è stata incaricata una società terza specializzata nel settore, responsabile della gestione delle attività residue e della comunicazione con clienti e partner. Inoltre, a novembre 2024, la rete di ricarica di Enel X Way USA è stata affidata a VoltiE Group Inc. per la continuità del servizio e il funzionamento dei dispositivi JuiceBox.

## Attività

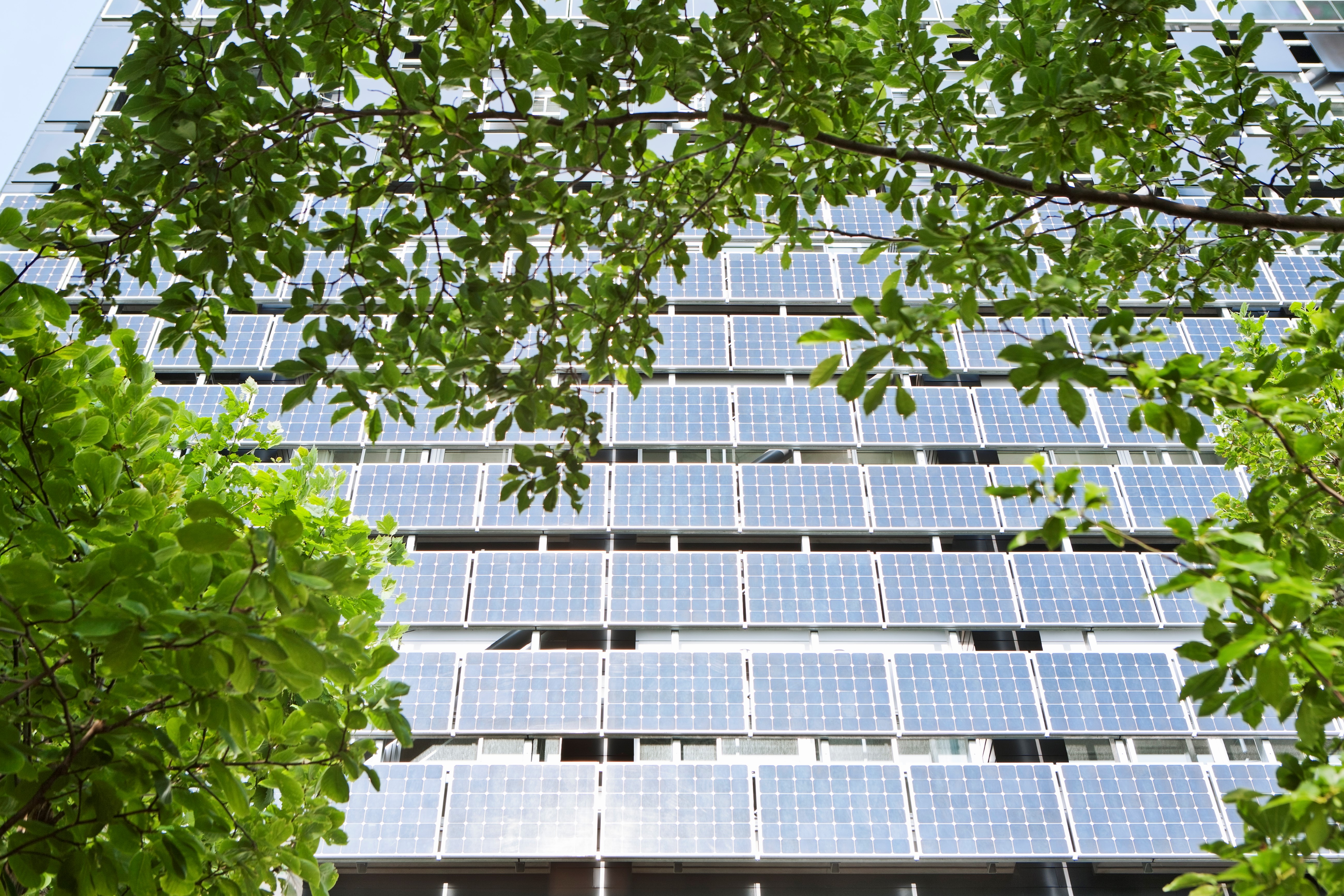
Pannelli fotovoltaici per la transizione energetica

Enel X Global Retail offre un ecosistema di prodotti e servizi modulari e integrati, costruiti attorno alle esigenze dei clienti, promuovendo l’elettrificazione degli usi e la digitalizzazione. Enel X Global Retail gestisce servizi di demand response, con 9,3 GW di capacità totale, ha installato 10,7 MW di capacità di accumulo behind-the-meter e circa 3 milioni di punti luce in tutto il mondo. Inoltre, fornisce quotidianamente l'energia a circa 55 milioni di clienti. L’ecosistema di soluzioni di Enel X Global Retail si basa su un business model a piattaforma che comprende asset per l’ottimizzazione e l’autoproduzione di energia, soluzioni premium di efficienza e gestione energetica ed offerte competitive e flessibili, con l’obiettivo di aiutare il cliente a tracciare la propria roadmap energetica, accompagnandolo dalla consulenza iniziale fino all’implementazione delle soluzioni.
Attenta all'innovazione, ha avviato anche un “Innovation & Product Lab”, con il compito di sviluppare e testare – spesso recependo l’input creativo di startup, centri di ricerca, università e clienti – nuovi prodotti e servizi modulari con un approccio da economia circolare. Soluzioni e servizi per la flessibilità, come il Demand Response, i pagamenti digitali, i sistemi di illuminazione pubblica adattabili e City Analytics ne sono un diretto risultato. È dallo sviluppo di questi progetti innovativi che a fine 2021 nasce il prodotto Smart Axistance e-Well, un servizio di telemedicina via app dedicato alle aziende sviluppato da Enel X e il Policlinico Universitario Agostino Gemelli di Roma.
Gestisce e amministra oltre 20.000 infrastrutture di ricarica in Italia e 68.865 punti di ricarica nel mondo fruibili attraverso l’App Enel X. L'azienda si pone l’obbiettivo di accelerare la diffusione della e-mobility attraverso la realizzazione capillare di infrastrutture di ricarica e di soluzioni in grado di rispondere alle esigenze di mobilità urbana ed extraurbana.
I prodotti principali dell’offerta di mobilità elettrica di Enel X si distinguono tra fisici (infrastrutture di ricarica Waybox per la ricarica domestica, Waypole, Waypump e Waypump Ultra per la ricarica pubblica) e digitali (l’App Enel X che permette di gestire i servizi di ricarica a casa e presso 68.865 stazioni di ricarica pubbliche e private).
Enel X è stata Official Smart Charging Partner delle principali competizioni sportive nell’ambito del motorsport elettrificato (FIM Enel MotoE World Cup ed Extreme E).

## Riconoscimenti
Nel 2017 viene insignita del Corporate Art Award “per la capacità di valorizzare il patrimonio storico e i progetti urbani grazie all’illuminazione artistica”. Nel 2018 Enel X sale sul podio della ricerca Navigant dedicata alle aziende leader nel settore delle infrastrutture di ricarica per veicoli elettrici. Nel 2019 il modello di economia circolare di Enel X è stato al centro di Exco 2019, l’esposizione dedicata alla cooperazione internazionale. Nel 2020 due report di Guidehouse Insights (“Leaderboard: EV Charging Hardware Suppliers” e “Leaderboard: Commercial and Industrial Energy Storage Systems Integrators”) hanno inserito Enel X al secondo posto tra le migliori società mondiali nell’energy storage e nel settore delle ricariche elettriche connesse alla e-mobility. Nel 2021 e nel 2022 Enel X è stata nominata leader di mercato nei report Energy as a Service Leaderboard presentati da Guidehouse Insights.
Nel 2023 si aggiudica insieme a Ferrero e Save the Children il premio ‘Best Product: Innovation for Sustainability Summit 2023’ Award, assegnato nell’ambito dello European Innovation for Sustainability Summit, organizzato a Palazzo Taverna (Roma) da European Institute of Innovation for Sustainability (EIIS).